# 篠山駅
篠山駅（ささやまえき）は、かつて兵庫県多紀郡丹南町（現・丹波篠山市北）にあった日本国有鉄道（国鉄）篠山線の駅（廃駅）である。篠山線廃止に伴い廃駅となった。

## 歴史
現在の福知山線の前身である阪鶴鉄道の当初計画では篠山町（現・丹波篠山市）の中心街を通る予定だったが、遠回りなルートになることもあり、初代の篠山駅は篠山町外の丹南町に設置された。
その後篠山線が開通して篠山町中心部に2代目の当駅が設置されると、福知山線篠山駅（初代）は篠山口駅へ改称されることになる。
しかし、当駅は篠山町の中心地より南に離れた城南村北（後の丹南町）に位置していたため、利用者不振により篠山線は廃止となる。純粋な篠山駅（2代目）を名乗る当駅も廃駅となるが、篠山駅（初代）は篠山口駅から篠山駅へ再改称されることなく現在に至っている。

### 年表
- 1944年（昭和19年）3月21日：開業[2]。国鉄福知山線篠山駅（初代）が篠山口駅に改称される。
- 1958年（昭和33年）11月1日：駅員は継続配置するが、乗車券の発売および改札・集札を車掌が行うようになる[3]。
- 1972年（昭和47年）3月1日：篠山線全線廃止に伴い廃駅[4]。

## 駅周辺
駅跡および廃線跡は兵庫県道306号池上杉線となっているほか、丹南教職員住宅、資材置き場などがあり、兵庫県道49号三田篠山線と交わる北交差点のすぐ東側に位置している。
- 丹波篠山市消防本部
- 監物橋
- 篠山川

## 隣の駅
日本国有鉄道
篠山線
篠山口駅 - 篠山駅 - 八上駅